# Davos
Davos (gsw. Tafaas, Tafaa; rm. Tavau; wł. Tavate) – miasto i gmina uzdrowiskowa w południowo-wschodniej Szwajcarii, w kantonie Gryzonia, w regionie Prättigau/Davos. Jest największą gminą w regionie zarówno pod względem liczby mieszkańców, jak i powierzchni. Leży nad rzeką Landwasser. Położone na wysokości 1560 m n.p.m. jest najwyżej położonym miastem w Europie. Miasto znane jest głównie z odbywającego się tutaj co roku Światowego Forum Ekonomicznego. 1 stycznia 2009 do miasta przyłączono gminę Davos Wiesen.   

## Historia
W 1868 roku Alexander Spengler wraz z Holendrem Willemem Janem Holsboerem otwiera wzorowane na Sokołowsku pierwsze sanatorium leczenia gruźlicy – Kuranstalt Spengler-Holsboer.
Miasto stało się popularnym uzdrowiskiem zimowym pod koniec XIX wieku. Akcję swojej powieści Czarodziejska góra osadził w nim niemiecki pisarz Thomas Mann.

## Demografia
W Davos mieszkają 10 732 osoby. W 2020 roku 27,5% populacji gminy stanowiły osoby urodzone poza Szwajcarią.

## Podział administracyjny
Miasto podzielone jest na sześć dzielnic (Ortsteil): 
- Davos Dorf
- Davos Platz
- Davos Frauenkirch
- Davos Glaris
- Davos Monstein
- Davos Wiesen

## Religia
W Davos działalność religijną prowadzi Ewangelicko-reformowany Kościół Szwajcarii, Kościół rzymskokatolicki oraz Świadkowie Jehowy.

## Sport
W mieście siedzibę ma hokejowy klub sportowy HC Davos startujący w szwajcarskiej lidze National League. Swoje mecze rozgrywa na Vaillant Arena, gdzie odbywa się też coroczny międzynarodowy towarzyski turniej o Puchar Spenglera.

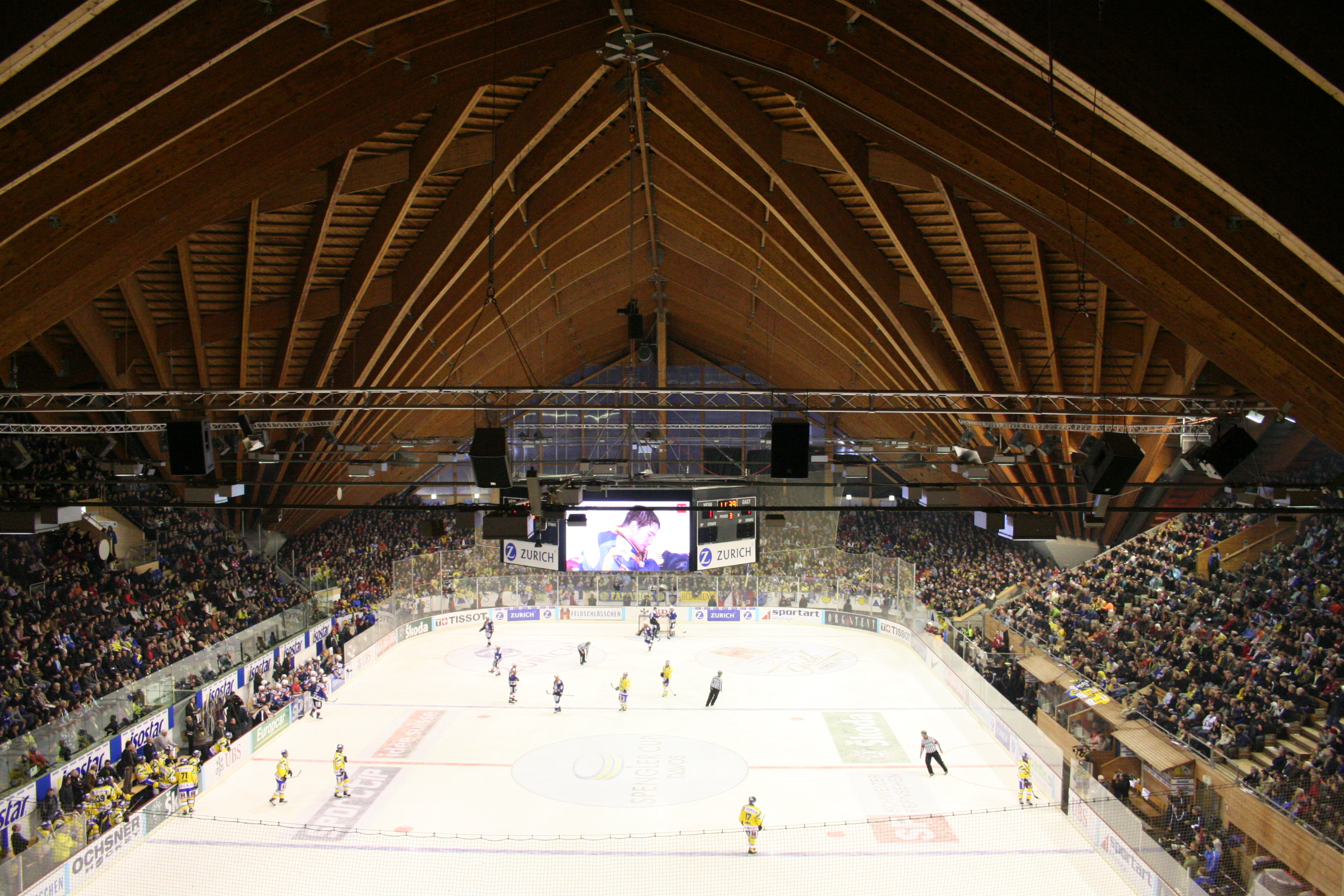
Wnętrze Vaillant Arena podczas meczu o Puchar Spenglera

## Współpraca
Miejscowości partnerskie:
- Aspen, Stany Zjednoczone
- Chamonix-Mont-Blanc, Francja
- Ueda, japonia

## Transport
Przez teren miasta przebiegają drogi główne nr 28 oraz nr 417.